# Fenshui (sockenhuvudort i Kina, Guizhou Sheng, lat 28,88, long 107,95)
Fenshui (kinesiska: 分水, 分水乡) är en sockenhuvudort i Kina. Den ligger i provinsen Guizhou, i den sydvästra delen av landet, omkring 280 kilometer nordost om provinshuvudstaden Guiyang. Antalet invånare är 13 734. Befolkningen består av 6 704 kvinnor och 7 030 män. Barn under 15 år utgör 30 %, vuxna 15-64 år 56 %, och äldre över 65 år 12,0 %.